# Henrietta Polyxena af Vasaborg
Henrietta Polyxena af Vasaborg, född 22 februari 1696, död 31 oktober 1777, var en svensk grevinna. Hon var dotter till Gustaf Adolf af Vasaborg och Angelica Catharina von Leiningen-Westerburg samt sondotter till Gustav Gustavsson af Vasaborg.

## Biografi
Henrietta  "blef invecklad uti åtskilliga kärleks-äfventyr, i yngre år för egen, i äldre för andras räkning, och hade derigenom nedsjunkit till yttersta fattigdom och förakt."
År 1776 bodde hon i fattigdom i byn Hundlosen i Westfalen i Tyskland, blind och sjuklig, och levde som fattighjon på bidrag från byns innevånare. Kölniska geheimerådet, friherre Münster, skrev år till Gustav III om hennes dåliga ekonomi, och 1777 skickade Gustav III 500 dukater till sin "kusin", som han kallade henne, och lovade henne en pension.
Hon avled dock samma år. Med hennes död utslocknade ätten af Wasaborg, den sista oäkta grenen av Vasaätten.